# هاري باش
هاري باش (بالإنجليزية: Harry Basch)‏ مواليد 16 يناير 1926 في ترنتون، الولايات المتحدة، هو ممثل أمريكي بدأ مسيرته الفنية سنة 1963.

## الأعمال
- ذا إف بي آي
- ميشين إمبوسيبول
- غان سموك
- أيرون سايد
- مانيكس
- بونانزا
- كوينسي إم إي
- ذا والتونز
- المستشفى العام

## روابط خارجية
- هاري باش على موقع IMDb (الإنجليزية)
- هاري باش على موقع قاعدة بيانات الفيلم (الإنجليزية)